# Queige
Queige est une commune française située dans le département de la Savoie, en région Auvergne-Rhône-Alpes.

## Géographie
Queige se situe aux portes de la vallée du Beaufortain. Le territoire s'étire ainsi de part et d'autre du Doron de Beaufort, entouré par les sommets de la crête du Mirantin (2461 m), la roche Pourrie (2 036 m) et du mont Cornillon.

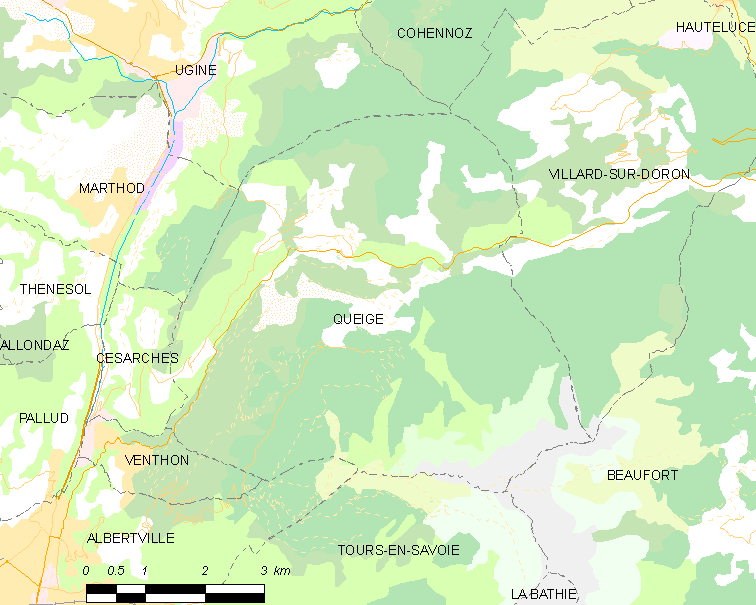
Queige et les communes voisines.

La commune comporte plusieurs villages ou lieux-dits (classés ici par ordre alphabétique) : Arrechettaz, Bonnecine, Foulaz, Marolland, Molliessoulaz, Montet, Outrechenay, Pointières, Poyat, Roengers, Villarasson, Villaret et Villaricol.

## Urbanisme

### Typologie
Au 1er janvier 2024, Queige est catégorisée commune rurale à habitat dispersé, selon la nouvelle grille communale de densité à sept niveaux définie par l'Insee en 2022.
Elle appartient à l'unité urbaine de Beaufort, une agglomération intra-départementale regroupant trois  communes, dont elle est une commune de la banlieue,,. Par ailleurs la commune fait partie de l'aire d'attraction d'Albertville, dont elle est une commune de la couronne,. Cette aire, qui regroupe 30 communes, est catégorisée dans les aires de 50 000 à moins de 200 000 habitants,.

### Occupation des sols
L'occupation des sols de la commune, telle qu'elle ressort de la base de données européenne d’occupation biophysique des sols Corine Land Cover (CLC), est marquée par l'importance des forêts et milieux semi-naturels (85,9 % en 2018), une proportion sensiblement équivalente à celle de 1990 (86 %). La répartition détaillée en 2018 est la suivante : 
forêts (76,2 %), zones agricoles hétérogènes (7,3 %), prairies (6,8 %), milieux à végétation arbustive et/ou herbacée (6,6 %), espaces ouverts, sans ou avec peu de végétation (3,2 %).
L'IGN met par ailleurs à disposition un outil en ligne permettant de comparer l’évolution dans le temps de l’occupation des sols de la commune (ou de territoires à des échelles différentes). Plusieurs époques sont accessibles sous forme de cartes ou photos aériennes : la carte de Cassini (XVIIIe siècle), la carte d'état-major (1820-1866) et la période actuelle (1950 à aujourd'hui).

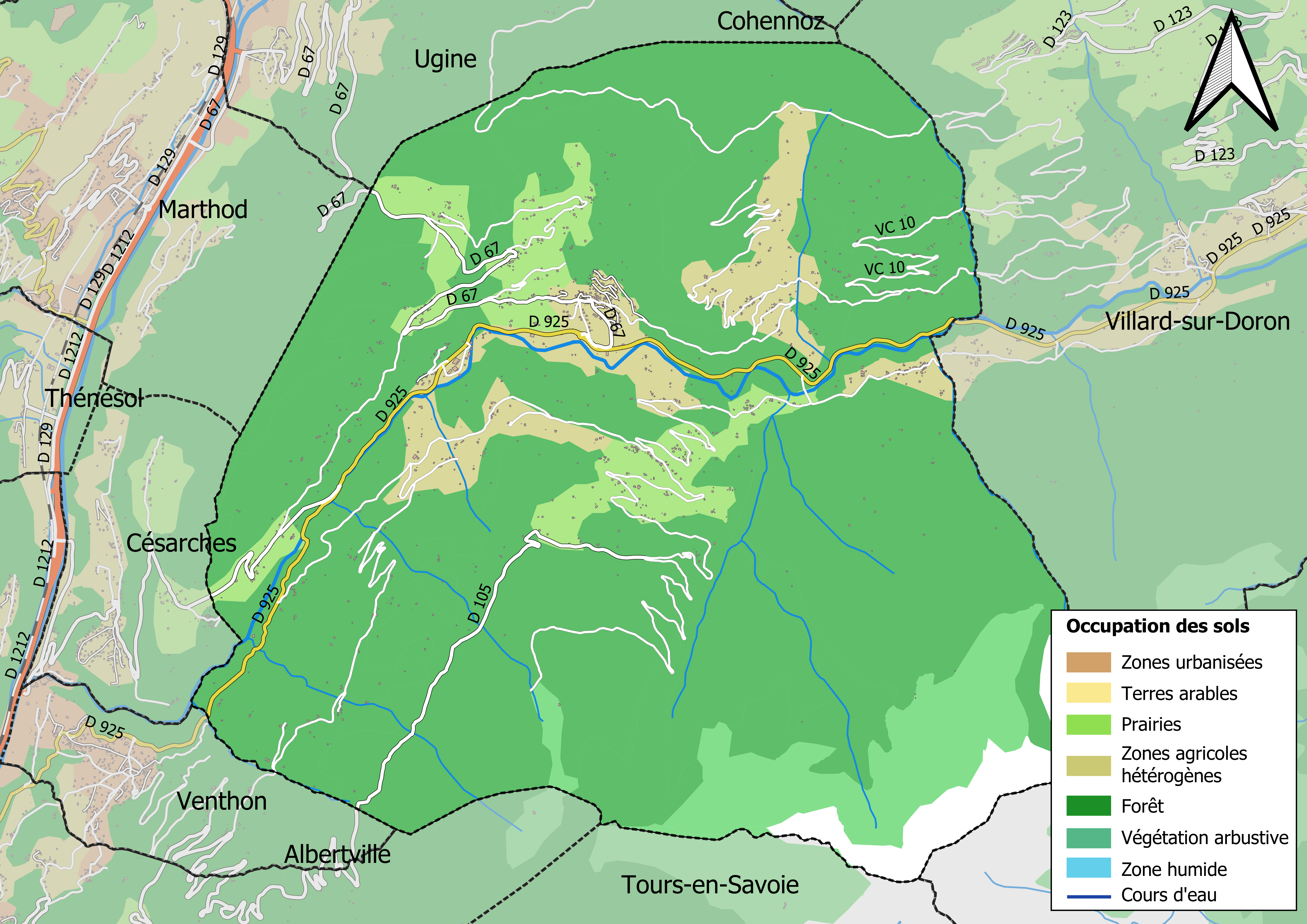
Carte des infrastructures et de l'occupation des sols en 2018 (CLC) de la commune.
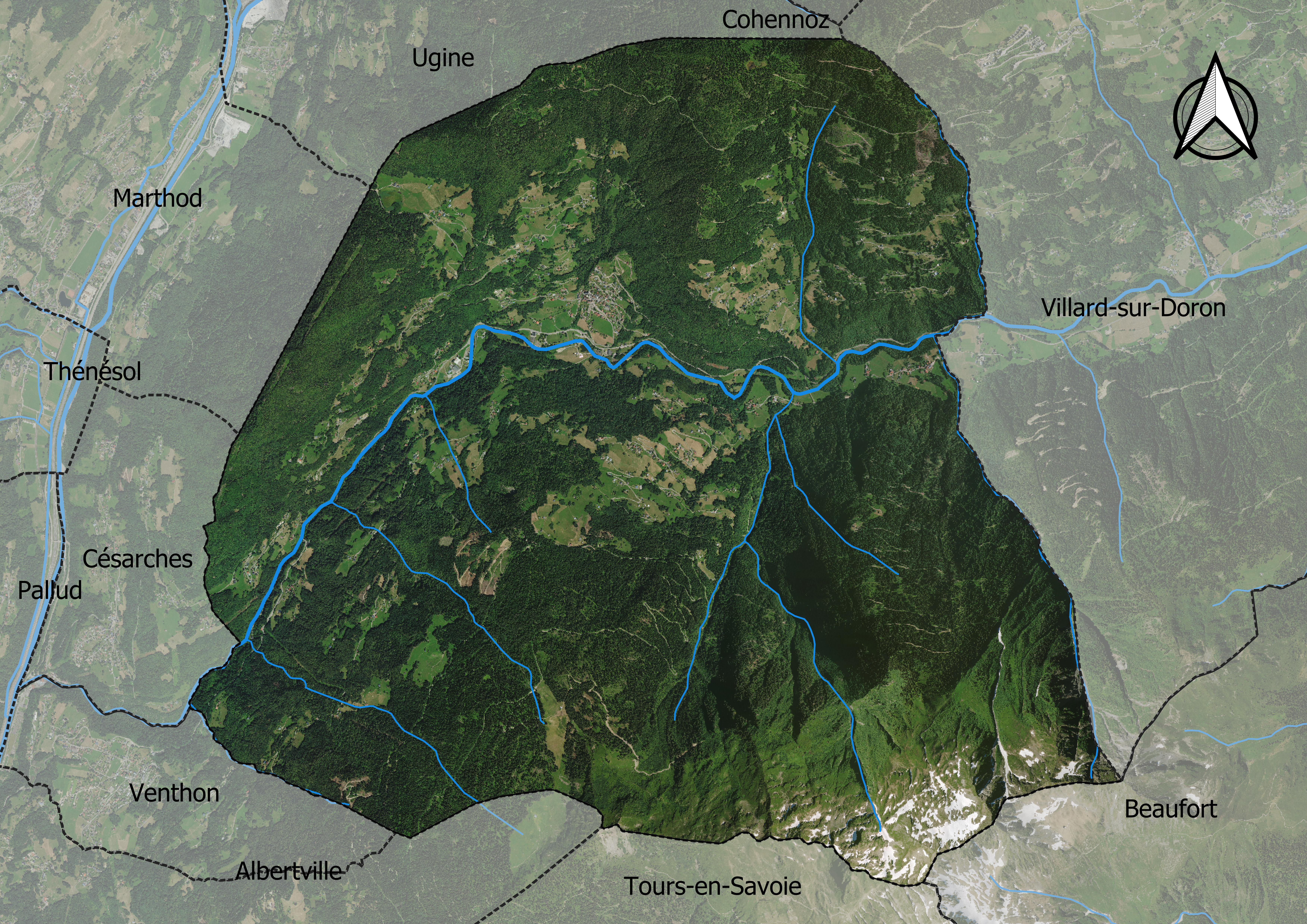
Carte orthophotogrammétrique de la commune.

## Toponymie
Le toponyme de Queige est mentionné pour la première fois dans les sources en 1170 avec Ecclesia de Quegio,. On trouve ensuite Queio au cours du XIIIe siècle,. La forme actuelle s'observe à partir du XVIIe siècle.
L'abbé Gros, après avoir écarté le dérivé d'un hydronyme, propose comme origine un dérivé de patronyme. C'est cette hypothèse qui a également été retenue par les auteurs de l'Histoire des communes savoyardes : « un nom de personne, un gentilice Caius, dont l'ablatif est Caio. Pour maintenir le son K ou C, on aurait écrit qu ».
Une autre hypothèse avance que Queige dériverait du latin Quietus (repos) et désignerait un reposoir, une halte. Henry Suter propose également la variante de Quais (« Haie »),.
En francoprovençal, le nom de la commune s'écrit Kyèze, selon la graphie de Conflans ou encore Quêzhe.

## Histoire
La paroisse de Queige apparait pour la première fois dans les sources par la mention de l’Ecclesia de Quegio en 1170. Il s'agit d'un partage de bénéfices entre l'archevêque de Tarentaise et ses chanoines, dans lequel est précisé que les revenus de Queige leur soient versés.
Au cours de la période féodale, Queige est partagée entre les seigneurs de Cornillon et ceux de Beaufort. Les premiers, rivaux des Beaufort, sont implantés au château de Cornillon, contrôlant notamment le col de la Forclaz. Il existe une famille seigneuriale du nom de la paroisse mentionnée entre le XIIIe siècle et le XIVe siècle. Lionnette de Queige fait de ses petits-enfants, Louis et Jean Ravoire, ses héritiers « à charge de porter le nom et les armes de Quige ». Les descendants sont appelés de Queige dits Ravoire, ou dits de Ravoire, de Ravoyre, ou Ravoyre dits de Queige ou encore Queige de la Ravoyre, prêtant parfois confusion avec les nombreuses familles dites de La Ravoire.
La famille Perrier de La Bâthie est originaire de la paroisse,. Michel Perrier, fils de Philibert, s'installe à Conflans où la famille prospère,. Un descendant, Claude Perrier acquiert, en 1776, la seigneurie de La Bâthie (en basse Tarentaise) qui est érigée en baronnie,. La famille porte un écusson d'azur avec un rocher d'argent, en pointe, et une étoile d'argent en chef, avec la devise : NON DEFICIAM.

## Politique et administration
| Période                                  | Période   | Identité          | Étiquette | Qualité   |
| ---------------------------------------- | --------- | ----------------- | --------- | --------- |
| juin 1995                                | mars 2001 | Serge Poly        | PCF       |           |
| mars 2001                                | mars 2014 | Nicole Chevallier |           |           |
| mars 2014                                | En cours  | Edouard Meunier   |           | Ingénieur |
| Les données manquantes sont à compléter. |           |                   |           |           |

## Population et société
Ses habitants sont les Queigerains.

### Démographie
L'évolution du nombre d'habitants est connue à travers les recensements de la population effectués dans la commune depuis 1793. Pour les communes de moins de 10 000 habitants, une enquête de recensement portant sur toute la population est réalisée tous les cinq ans, les populations de référence des années intermédiaires étant quant à elles estimées par interpolation ou extrapolation. Pour la commune, le premier recensement exhaustif entrant dans le cadre du nouveau dispositif a été réalisé en 2006.

En 2022, la commune comptait 901 habitants, en évolution de +10,42 % par rapport à 2016 (Savoie : +3,63 %, France hors Mayotte : +2,11 %).
| 1793  | 1800  | 1806  | 1822  | 1838  | 1848  | 1858  | 1861  | 1866  |
| ----- | ----- | ----- | ----- | ----- | ----- | ----- | ----- | ----- |
| 1 418 | 1 554 | 1 599 | 1 690 | 1 647 | 1 913 | 1 463 | 1 476 | 1 481 |

| 1872  | 1876  | 1881  | 1886  | 1891  | 1896  | 1901  | 1906  | 1911  |
| ----- | ----- | ----- | ----- | ----- | ----- | ----- | ----- | ----- |
| 1 440 | 1 465 | 1 403 | 1 336 | 1 309 | 1 323 | 1 202 | 1 203 | 1 212 |

| 1921  | 1926  | 1931  | 1936  | 1946 | 1954  | 1962 | 1968 | 1975 |
| ----- | ----- | ----- | ----- | ---- | ----- | ---- | ---- | ---- |
| 1 100 | 1 091 | 1 035 | 1 039 | 972  | 1 064 | 934  | 758  | 667  |

| 1982 | 1990 | 1999 | 2006 | 2011 | 2016 | 2021 | 2022 | - |
| ---- | ---- | ---- | ---- | ---- | ---- | ---- | ---- | - |
| 642  | 716  | 735  | 835  | 846  | 816  | 861  | 901  | - |

### Sports
Le village de Queige accueille un club de foot, le Football Club du Beaufortain, plus communément appelé le FCB.

## Culture locale et patrimoine

### Lieux et monuments

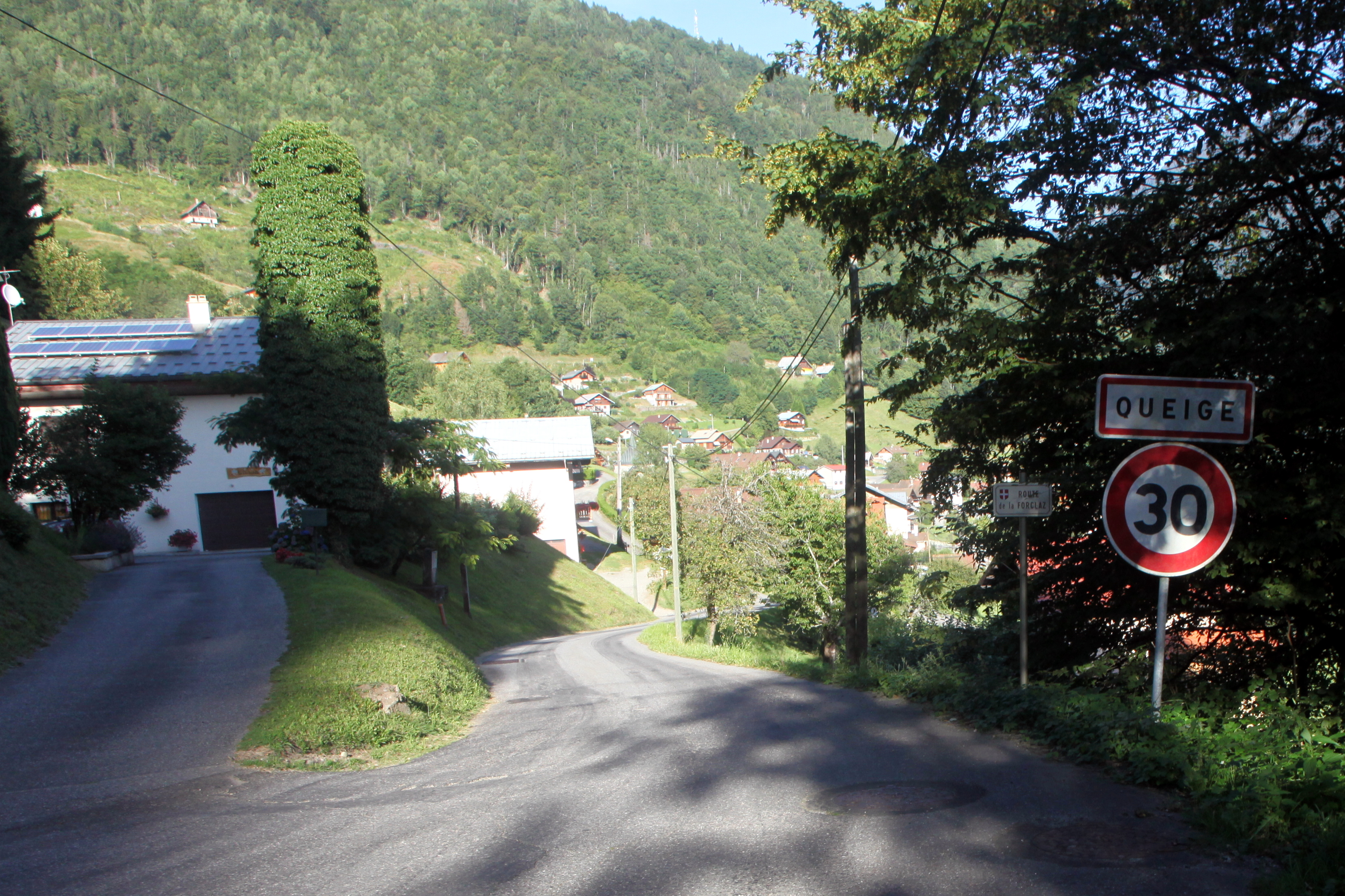
Entrée du village.
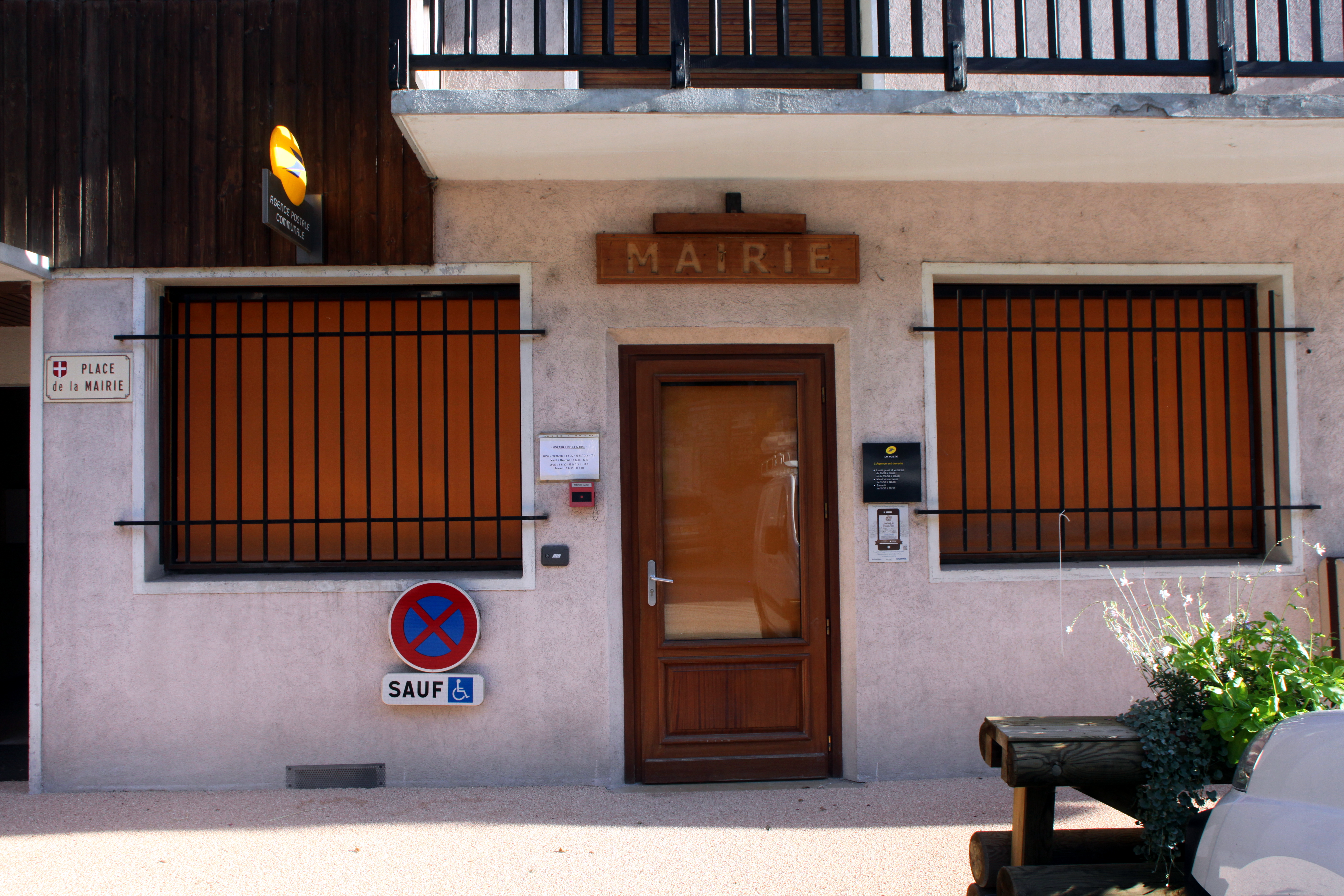
Mairie.
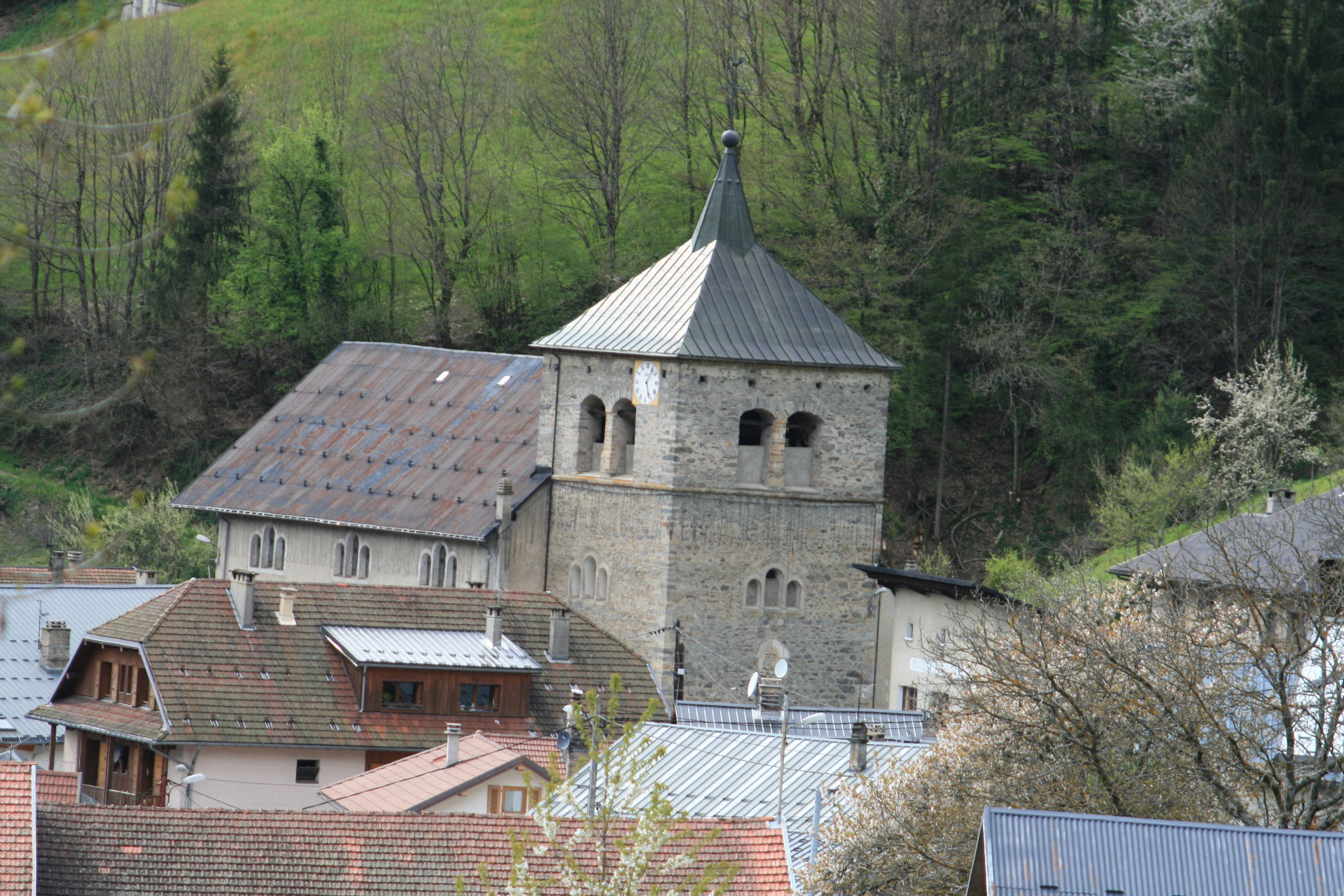
Clocher de l'église.
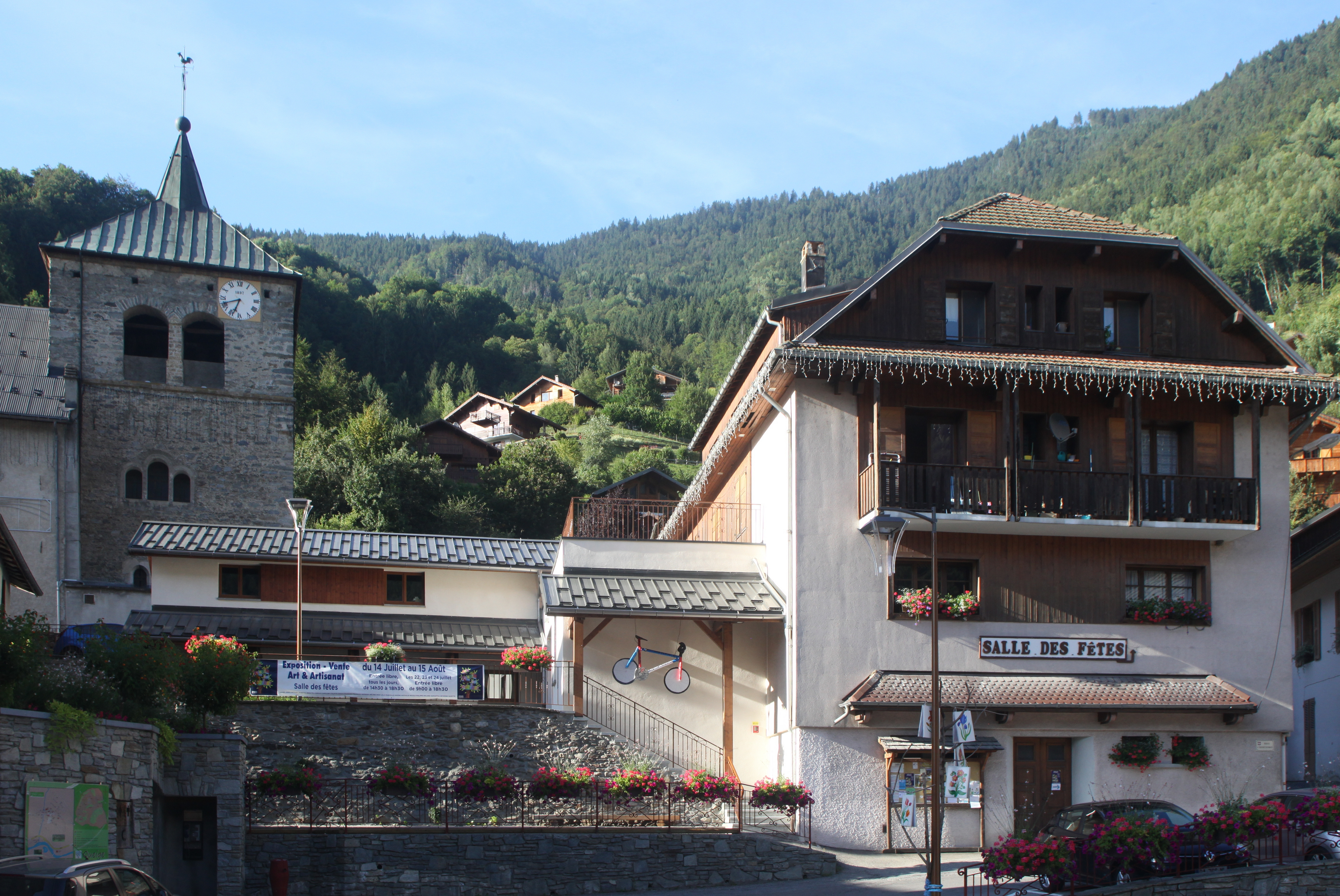
Église et salle des fêtes.
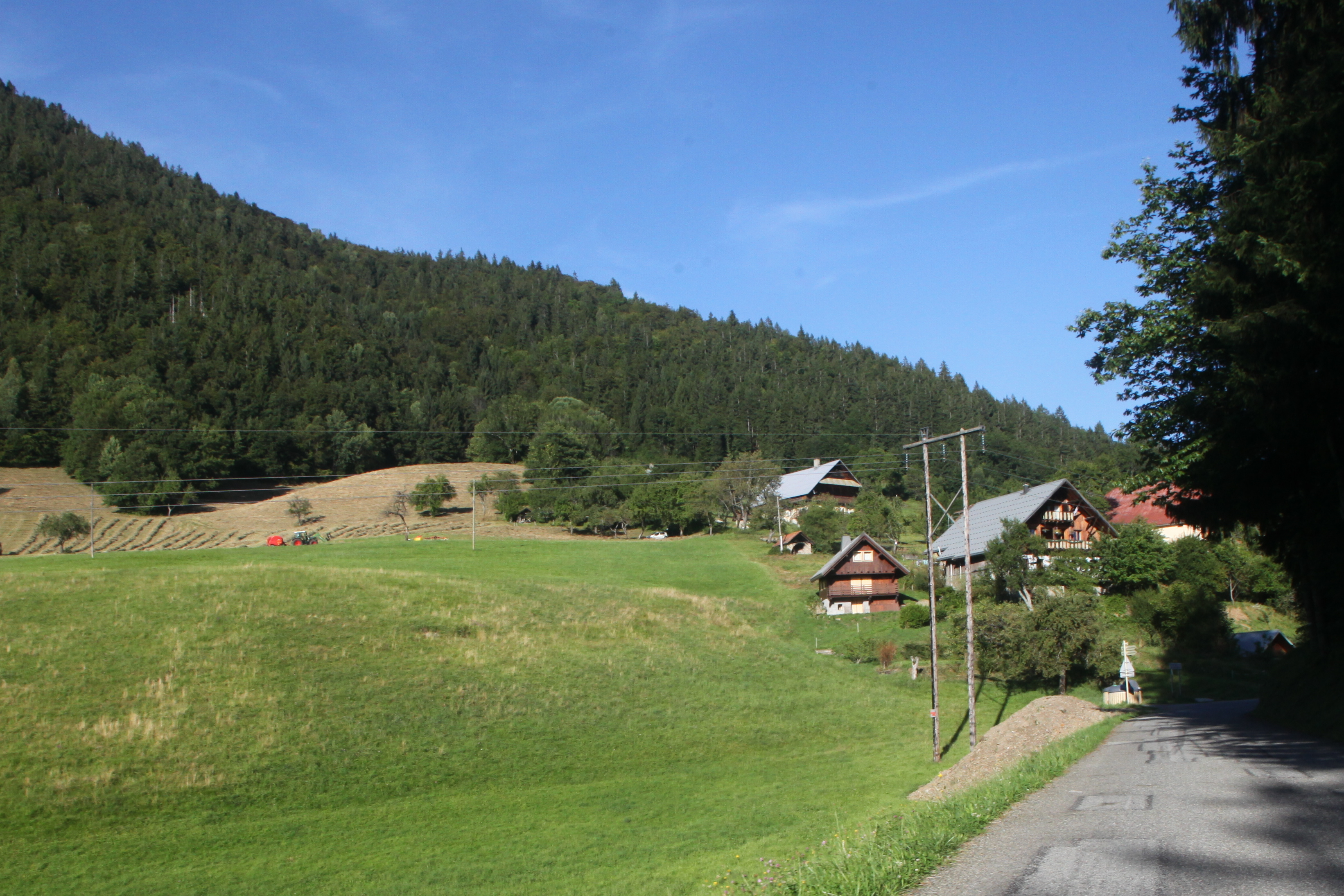
Hameau de la Forclaz.

- église Sainte-Agathe (Queige), fin du XVIIe siècle. Première mention en 1171. Eglise actuelle construite en 1673, consacrée en 1674. Intérieur baroque. Elle est adossée à l'ancien donjon du château de la famille de Queige[20].
- château de Cornillon (XIIe siècle) est un ancien château fort, aujourd'hui en ruines, situé en limite de la commune, avec le territoire de Césarches.
- château de Queige (XIIIe siècle-XVe siècle), derrière le chef-lieu et la chapelle Notre-Dame-de-la-Salette[1],[21], siège d'une châtellenie dans le cadre de l'administration de l'apanage de Genevois (1502-1659)[22]. Le château est dit de Barioz, lorsqu'une branche cadette des Monthoux du Barioz, au tout début du XVIIe siècle, remplace l'antique famille[21],[23].
- Croix de Coste.

### Personnalités liées à la commune
- Famille de Cornillon, seigneurs de Cornillon depuis le XIIe siècle, possessionnés en Tarentaise, Genevois et Faucigny[1].
- Pierre Fournier, journaliste et dessinateur pamphlétaire.
- Mgr Antoine Martinet (1766-1839), natif. archevêque de Chambéry[24],[21].
- Le chanoine Antoine Martinet (1802-1871)[25], natif. Neveu du précédent, séminariste et écrivain (pseudonyme : Évariste de Gypendole, Platon-Polichinelle), auteur d'un traité de théologie en 8 volumes. Un mausolée se trouve au cimetière de la commune[24],[26] (Voir également l'article Nationalisme savoyard).

### Héraldique
Les armes de la commune se blasonnent ainsi un agneau d'argent en champ de gueules.